# Phlegetonia fulvigrisea
Phlegetonia fulvigrisea là một loài bướm đêm trong họ Noctuidae.